# Bill Fernandez
Pour les articles homonymes, voir Fernandez.
Bill Fernandez est un inventeur et un informaticien. Il a été l'un des proches collaborateurs de Steve Wozniak et Steve Jobs.

## Activité
Il est le premier employé de l'entreprise Apple en 1977 où il avait le numéro 4 comme numéro de salarié.
Il travaille à la fois sur les ordinateurs Apple I et Apple II. Dans les années 1980, il fait partie de l'équipe de développement de la série Macintosh.
Il est spécialiste de l'interface utilisateur et contribue au développement du Mac OS, de QuickTime, et du programme HyperCard. Il possède un brevet pour une interface déposé en 1994. Il est également connu pour avoir mis Steve Jobs en contact avec Steve Wozniak.

## Au cinéma
Il est incarné par l'acteur Victor Rasuk dans le film Jobs.